# Камбвала, Вилли
Вилли́ Камбвала́ Нденгюси́ (фр. Willy Kambwala Ndengushi; родился 25 августа 2004 года, Киншаса, ДР Конго) — французский и конголезский футболист, защитник испанского клуба «Вильярреал».

## Клубная карьера

### Ранние годы
Вилли Камбвала родился в Киншасе (Демократическая Республика Конго), в возрасте пяти лет вместе с семьей переехал во Францию. Вырос в Лез-Юлисе и Эсоне. Свою футбольную карьеру начал в командах «Элан Шевийи Ларю» и «Лез-Юлис», а в 2018 году присоединился к академии клуба «Сошо».

### «Манчестер Юнайтед»
В июле 2020 года газета L’Équipe сообщила о том, что английские клубы «Ливерпуля» и «Манчестер Юнайтед» проявляют интерес к Камбвале. В октябре 2020 года французский защитник перешёл в «Манчестер Юнайтед». Сумма трансфера, по некоторым сообщениям, составила 3,5 миллиона фунтов. Француз изначально присоединился к футбольной академии «Манчестер Юнайтед». Через несколько недель пребывания в Манчестере в товарищеском матче против «Солфорд Сити» Камбвала получил серьёзную травму, из-за которой не играл на протяжении одиннадцати месяцев. Вернулся в строй в сентябре 2021 года, сыграв в гостевом матче против команды «Бирмингем Сити» до 18 лет, который завершился победой «Юнайтед» со счётом 8:2.
В октябре 2021 подписал профессиональный контракт с «Манчестер Юнайтед». 23 декабря 2023 года дебютировал в основном составе «Манчестер Юнайтед» в матче Премьер-лиги против «Вест Хэм Юнайтед», выйдя в стартовом составе.

### «Вильярреал»
15 июля 2024 года перешёл в испанский клуб «Вильярреал» за 11,5 млн евро, подписав пятилетний контракт.

## Карьера в сборной
Камбвала был капитаном сборной Франции до 16 лет. Он также имеет право выступать за сборную ДР Конго.

## Достижения
«Манчестер Юнайтед»
- Обладатель Кубка Англии: 2023/24[12]